# Imidazobenzodiazepine

Formula di struttura del midazolam, una comune imidazobenzodiazepina

Le imidazobenzodiazepine, abbreviate come IBZD, sono una classe di farmaci derivati dalle benzodiazepine (BZD). Dal punto di vista chimico si differenziano dalle altre benzodiazepine per la presenza di un anello imidazolico legato all'anello diazepinico. Gli anelli imidazolico e diazepinico condividono un atomo di azoto.
Gli esempi includono:
- Climazolam
- Flumazenil
- Imidazenil
- Loprazolam
- Midazolam
- Sarmazenil